# إدوارد دوق غيمارايش
دوارتي البرتغالي (7 أكتوبر 1515-20 سبتمبر 1540) هو ابن الأخير لمانويل الأول وماريا الأرغونية؛ وكذلك هو رابع دوق غيمارايش حيث كان انفانتياً وتزوج من إيزابيل البراغانزية ابنة ابن عمته خايمي دوق براغانزا حيث أن دوقية غيمارايش كانت ضم ممتلكات بيت براغانزا وكانت هذه الدوقية مهر الزواج، وانجبا ماريا أميرة بارما الوراثية تزوجت ألساندرو فارنيزي الذي كان حليف قوي لفيليب الثاني والأول وحتى بعد أن أصبح حفيده رانوتشيو فارنيزي مطالب الأول حسب العرف الإقطاعي، وابنتهم الثانية كاترين، دوقة براغانزا التي تزوجت من ابن خالها جواو الأول دوق براغانزا وأصبحا من مطالبون بالخلافة 1580 وانجبا تيودوسيو الثاني دوق براغانزا الذي كان من فرسان الوطن منذ صغره وابنه جواو الثاني أصبح ملكاً للبرتغال عام 1640 تحت مسمى جواو الرابع، وأما ابنهما الوحيد فورث ألقاب والده بعد وفاته وتوفي ولم يتزوج.